# نهائي كأس رابطة الأندية الإنجليزية المحترفة 2009
نهائي كأس رابطة الأندية الإنجليزية المحترفة 2009 هي المباراة النهائية من منافسة كأس رابطة الأندية الإنجليزية المحترفة 2008–09، أقيمت المباراة في 1 مارس 2009، في ملعب ويمبلي، بين فريقي مانشستر يونايتد، وتوتنهام هوتسبير، وفاز فيها مانشستر يونايتد، بعد أن هزم توتنهام هوتسبير، بنتيجة 0 - 0، وكان حكم المباراة Chris Foy (referee) ‏.

## تفاصيل المباراة
لعبت المباراة النهائية في 1 مارس 2009.
| مانشستر يونايتد | 0 -0 | توتنهام هوتسبير |
| --------------- | ---- | --------------- |
|                 |      |                 |